# کاترین بورون
کاترین بورون (به آلمانی: Kathrin Boron) ورزشکار زن رشتهٔ روئینگ اهل کشور آلمان است. وی در بین سال‌های ‎۱۹۹۲ تا ۲۰۰۸ میلادی در مسابقات بازی‌های المپیک تابستانی در مجموع ۵ مدال، شامل ۴ مدال طلا و ۱ برنز را کسب کرد.